# 水樹和佳子
水樹 和佳子（みずき わかこ、1957年3月22日 - ）は、日本の漫画家、小説家。女性。東京都出身、血液型はO型。旧ペンネームは水樹 和佳（みずき わか）。

## 来歴
東京デザイナー学院アニメーション科卒業。萩尾望都のアシスタントをつとめる。
1975年に『かもめたちへ』が『りぼん』に掲載されデビューを果たす。1970年代半ばは『りぼん』（集英社）にて作品を発表していたが、1978年の『ぶ〜け』（同）創刊と同時に活動舞台をそちらに移し、1979年の『樹魔』、1980年のその続編にあたる『伝説』で1981年度第12回星雲賞コミック部門を受賞し脚光を浴びる。
代表作は『イティハーサ』。1999年にペンネームを水樹和佳から水樹和佳子に変更後、同作品で2000年度第31回星雲賞コミック部門を受賞。第4回手塚治虫文化賞で最終選考にも選ばれている。
ハヤカワ文庫（早川書房）の表紙絵なども手がけている。また、華道古流松庭派の教授有資格者でもある
その後、漫画家の活動を休止して、2013年に埼玉県でフラワーショップを開店し、フラワーデザイナーとして活動。
2018年、水樹が「再生」をテーマに自ら選出したベスト自選傑作集『浪漫ティック・雪』をKADOKAWAより刊行。

## 作品リスト

### 漫画
- かもめたちへ（『りぼん』1975年7月号） - デビュー作[3]
- 樹魔（『ぶ〜け』1979年12月号）
- 伝説-未来形-（『ぶ〜け』1980年5、6月号）
- 月虹-セレス還元-（『ぶ〜け』1981年4月号 - 9月号）
- エリオットひとり遊び（『ぶ〜け』1982年10月号 - 1983年7月号）
- イティハーサ（『ぶ〜け』1986年5月号 - 1987年8月号、1988年6月号 - 1990年6月号、1990年10月号 - 1993年10月号、1994年4月号 - 1997年7月号、1999年描き下ろし完結）
- 墓碑銘2007年（原作：光瀬龍、『SF Japan2000年MILLENNIUM:00 日本SF大賞20周年記念号』2000年4月、徳間書店）
- グレイッシュメロディ（『メロディ』2005年2月号、3月号、8月号、9月号）

### 小説ほか
- 規格はずれ（『活字倶楽部』2000年春号、雑草社）
- 二〇〇〇年三月九日（『活字倶楽部』2000年夏号 雑草社）
- 果てなき蒼氓（小説：谷甲州&水樹和佳子共著、イラスト：水樹和佳子、2001年3月23日、早川書房）
- 共鳴者（小説、イラスト：水樹和佳子、2001年8月 エニックス）
- 水色ノ言霊(CG集 2000年ガイナックス)